# Nils Anagrius
Nils Anagrius, född 11 juni 1718 i Lindesbergs församling, Närkes och Värmlands län, död 9 november 1775 i Himmeta församling, Västmanlands län, var en svensk präst.

## Biografi
Nils Anagrius föddes 1718 i Lindesbergs församling. Han var son till kyrkoherden Anton Anagrius och Emfred Aspman i Ramsbergs församling. Anagrius blev 10 september 1733 student vid Uppsala universitet och prästvigdes 14 maj 1741 i Storkyrkan i Stockholm av biskopen Andreas Kallsenius i Västerås stift. Han blev adjunkt hos sin far och senare samma år vice pastor i Ramsbergs församling. Anagrius blev 1744 komministersadjunkt i Sankt Nikolai församling och 1745 pastorsadjunkt i Ulrika Eleonora församling. Den 19 augusti 1746 avlade han pastoralexamen och blev 21 november 1746 komminister i Ulrika Eleonora församling, med tillträde 1 maj 1747. Han blev 10 oktober 1751 kyrkoherde i Himmeta församling, med tillträde 1 maj 1752. Anagrius avled 1775 i Himmeta församling.
Anagrius var respondent vid prästmötet i Västerås 1765.

## Familj
Anagrius gifte 22 oktober 1749 med Catharina Elisabeth Westbeck (1727–1804). Hon var dotter till kyrkoherden Zacharias Westbeck och Hebbla Apollonia Kolbeckius i Österlövsta församling. De fick tillsammans barnen Apollonia Euphrosina Anagrius (1750–1830) som var gift med komministern Carl Niclas Hammar i Himmeta församling, Zacharias Gustaf Anagrius (1752–1752), Zacharias Anton Anagrius (1753–1761), Catharina Elisabeth Anagrius (1754–1755), Maria Charlotta Anagrius (1756–1811) var gift med vaktmästaren Lars Åkerlund, Olof Lindquist och byggmästaren Nils Sundberg, Petrina Ulrica Anagrius (1757–1757), Sofia Albertina Anagrius (född 1758) som var gift med rusthållaren Jan Jansson i Västerås och vice häradshövdingen Magnus Lindgren, klockaren Nils Anagrius (1760–1822), apotekargesällen Zacharias Anagrius (född 1761), Benedictus Anagrius (född 1762), Carl Anagrius (1764–1764), viktualiehandlare Jonas Anagrius (1766–1832), Benjamin Anagrius (född 1767) och Cajsa Lisa Anagrius (1770–1771).